# Дипфейк

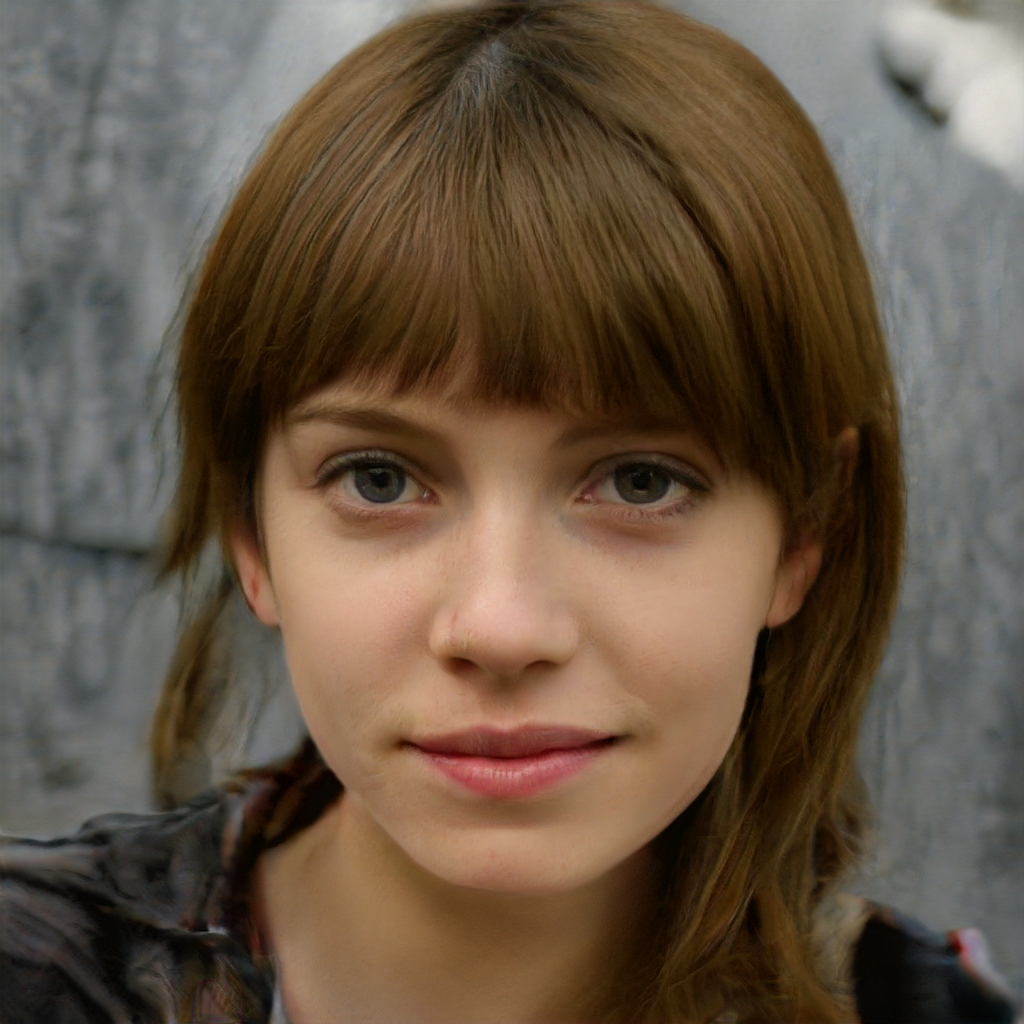
Жіноче обличчя, згенероване комп'ютером на основі реальних фото

Дипфе́йк або діпфе́йк(англ. deepfake; конкатенація слів deep learning («глибоке навчання») та fake («підробка»)) — методика синтезу зображення людини, яка базується на штучному інтелекті. Використовують для поєднання і накладення одних зображень та відео на інші зображення або відеоролики.
Дипфейк можна використати для створення фальшивих порнографічних відео із селебриті або для помсти. Дипфейкова порнографія з'явилася в Інтернеті 2017 року, зокрема на Reddit, і була заборонена сайтами, зокрема, Reddit, Twitter і Pornhub. Дипфейк використовують для створення підроблених новин і зловмисних обманів.
Непорнографічні дипфейк-ролики можна легко знайти на популярних вебсайтах потокового відео, таких як YouTube або Vimeo. Популярна програма для дипфейку FakeApp використовує TensorFlow.
Методи виявлення жестів та перетворення початкового відео на відео з особою, схожою на цільову особу, представлені 2016 року, дозволяють обчислення в режимі реального часу підробних мімічних виразів у наявному 2D-відео.

## Порнографія
Восени 2017 року анонімний користувач Reddit під псевдонімом «Deepfakes» опублікував в інтернеті кілька порнографічних відео. Першим, яке привернуло увагу, було дипфейкове відео з Дейзі Рідлі. Це один з найвідоміших дипфейкових фільмів, обговорюваний у низці статей. Інші — це симуляція сексу з акторками Галь Гадот, Еммою Вотсон, Кеті Перрі, Тейлор Свіфт або Скарлетт Йоганссон. Сцени не були реальними, а створені штучним інтелектом, про що й було невдовзі повідомлено. З часом спільнота Reddit виправила безліч помилок у фальшивих відео, тому все важче відрізнити підробку від справжнього матеріалу. Як дані тренувань для програмного забезпечення, користувачі Reddit використовували записи зі сексуальних фільмів та відповідної акторки. Про феномен дипфейку вперше повідомлено в грудні 2017 року в науково-технічному розділі журналу Vice, що спричинило багато повідомлень в інших ЗМІ.
У Великій Британії виробників дипфейків можуть притягти до відповідальності за переслідування, але існують заклики оголосити дипфейки окремим злочином.

## Політика
Дипфейки використовували для підміни відомих політиків на відеопорталах або чат-кімнатах. Наприклад, обличчя президента Аргентини Маурісіо Макрі замінили обличчям Адольфа Гітлера, а обличчя Ангели Меркель — Дональда Трампа. У квітні 2018 року Джордан Піл (Jordan Peele) та Йона Перетті (Jonah Peretti) створили дипфейк із зображенням Барака Обами як публічне попередження про небезпеку дипфейків.
Центр протидії дезінформації заявив у лютому 2022 року про те, що технологія дипфейку може бути використана в інформаційно-психологічній операції в ході російського вторгнення в Україну для створення несправжнього відео з заявою про капітуляцю Володимира Зеленського.
24 червня 2022 року мер Берліна Франциска Ґіффай протягом 15 хвилин спілкувалася у відеорежимі з чоловіком, який назвався міським головою Києва Віталієм Кличком. За словами прессекретаря, спочатку бесіда не викликала жодних підозр, попри те, що співрозмовник розмовляв російською (насправді Віталій Кличко добре володіє німецькою).

## Програми
У січні 2018 року випущено настільну програму FakeApp. Застосунок дозволяє користувачам легко створювати та обмінюватися відео зі зміненим обличчям. Застосунок використовує для створення фальшивого відео штучну нейронну мережу, обчислювальну потужність графічного процесора та 3-4 ГБ пам'яті. Для отримання детальної інформації програмі потрібно багато візуальних матеріалів з зображеннями людини, обличчя якої потрібно вставити, щоб, використовуючи алгоритм глибокого навчання на основі відеопослідовностей та зображень, дізнатись, які аспекти зображення слід замінити. Застосунок використовує програмний каркас для штучного інтелекту TensorFlow від Google, який, серед іншого, вже використовувався для програми DeepDream. Основними цілями подібних фальшивих секс-відео є знаменитості, але деякі звичайні люди також постраждали. У серпні 2018 року дослідники з Університету Каліфорнії, Берклі опублікували статтю, в якій представлено застосунок, який, використовуючи штучний інтелект, «змушує» на відео людину танцювати так, як це робить танцівник на іншому відео.

## Критика

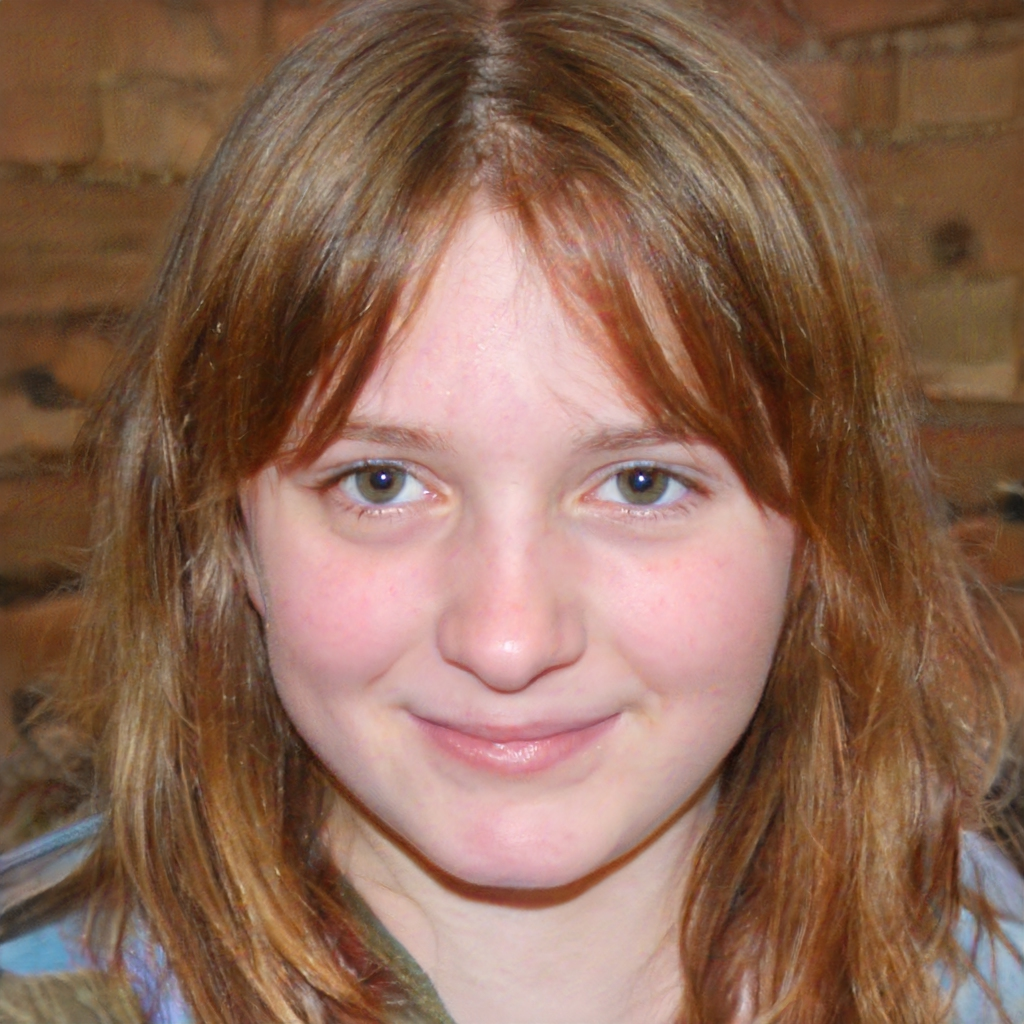
Дипфейкове фото, що зображає типову американку

### Зловживання
Aargauer Zeitung стверджує, що маніпуляція фотознімками та відео з використанням штучного інтелекту може стати небезпечним масовим явищем. Проте фальсифікація зображень та відео виникла задовго до програмного забезпечення для редагування відео та зображень; новиною в цьому випадку є реалістичність. Також можна дипфейки можна використати для цільових обманів, для помсти тощо.

### Вплив на довіру та автентичність
Інший ефект дипфейку полягає в тому, що більше не можна розпізнати, чи є матеріал підробним, чи справжнім. Дослідник штучного інтелекту Алекс Шампандар (Alex Champandard) сказав, що всі мають знати, які ризики несе ця технологія, і що проблема не є технічною, а, найпевніше, пов'язана з довірою до інформації та журналістики. Первинним є те, що людство може потрапити в епоху, коли буде неможливо визначити, чи відповідає істині те, що показують у ЗМІ.

### Реакція в інтернеті
Деякі вебсайти, такі як Твіттер і Gfycat, оголосили про видалення дипфейкового вмісту та блокування його видавців. Раніше платформа чатів Discord заблокувала канал чату з підробленими порновідео знаменитостей. Порнографічний вебсайт Pornhub також планує блокувати такий вміст, однак повідомляється, що сайт не виконував заборону. На Reddit ситуація спочатку залишалася незрозумілою, доки 7 лютого 2018 року відповідний субреддіт не був призупинений через порушення політики «недобровільної порнографії».

### Шахрайство
Дипфейк фішинг — це новий вид фішингових атак через засоби відео та аудіокомунікацій. Цей вид атак набув популярності під час коронавірусного локдауну.[джерело?]

## Методи виявлення
Дипфейкові відео можна виявити за відсутністю фізіологічних сигналів, притаманних людині: дихання, кліпання очима, пульсу. DARPA 2016 року розпочало проєкт MediFor (англ. Media Forensics, криміналістичний аналіз медіа), метою якого є розробка технологій для автоматичного оцінювання цілісності зображення чи відео та інтеграція їх у платформу для обміну криміналістичними матеріалами між кінцевими користувачами. У разі успіху, платформа MediFor автоматично виявлятиме маніпуляції, надаватиме детальну інформацію про те, як ці маніпуляції виконано, а також оцінюватиме загальну цілісність візуальних матеріалів, щоб полегшити рішення щодо використання будь-якого сумнівного зображення чи відео.
AI Foundation розробляє програмне забезпечення для перевірки справжності медіа. Дослідники запрошують користувачів надсилати їм матеріали, які є фейками для навчання штучного інтелекту.